# Битка код Грос Јегерсдорфа
Битка код Грос Јегерсдорфа вођена је 30. августа 1757. године између руске и пруске војске. Део је Седмогодишњег рата.

## Битка
Руски маршал Апраксин је са око 55.000 људи прешао Прегел (Прегоља) и 29. августа ноћио западно од Норкитена у намери да наредног дана нападне Прусе који су се налазили западно од села Грос Јегерсдорф.
Пруски маршал Ханс фон Левалт са око 25.000 војника предухитрио је Русе и у зору 30. августа прешао у напад, претпостављајући да има пред собом слабије руске снаге. На десном крилу је са 15 ескадрона, северно од Удербалена успео да потисне руску коњицу, али је убрзо обухватним контранападом пешадије присиљен да се повуче на висове јужно од места. На левом крилу су 35 пруских ескадрона потисли руску коњицу јужно од Вајнотена и заробили 10 топова, али су затим снажном артиљеријском паљбом из Норкитенске шуме присиљени на повлачење у висину Вајнотена, где су остали штитећи леви бок пешадије. Пруске снаге у центру (20 батаљона) са две колоне преко Удербалена и Даупелкелна напале су руске трупе, које су се прикушљале за напад и потиснуле их у шуму, где су дале јак отпор. Пошто нису имали чврсту јединствену команду, руски заповедници самоиницијативно су реаговали. Уз снажну артиљеријску подршку и садејство левог крила, генерал П. А. Румјанцев је противнападом резерве око 9 часова присилио Прусе на повлачење према Грос Јегерсдорфу, одакле су неометано одступили на северну обалу Прегела.

## Последице
Маршал Апраксин је пропустио да искористи победу и гони поражене. Након неуспешног преласка реке Але код Фридланда, на опште изненађење, 8. септембра наредио је одступање на границу. Због тога је смењен и стављен пред суд. Пруски губици износили су око 4.500 људи, а руски око 5.970.